# Trường phái Frankfurt

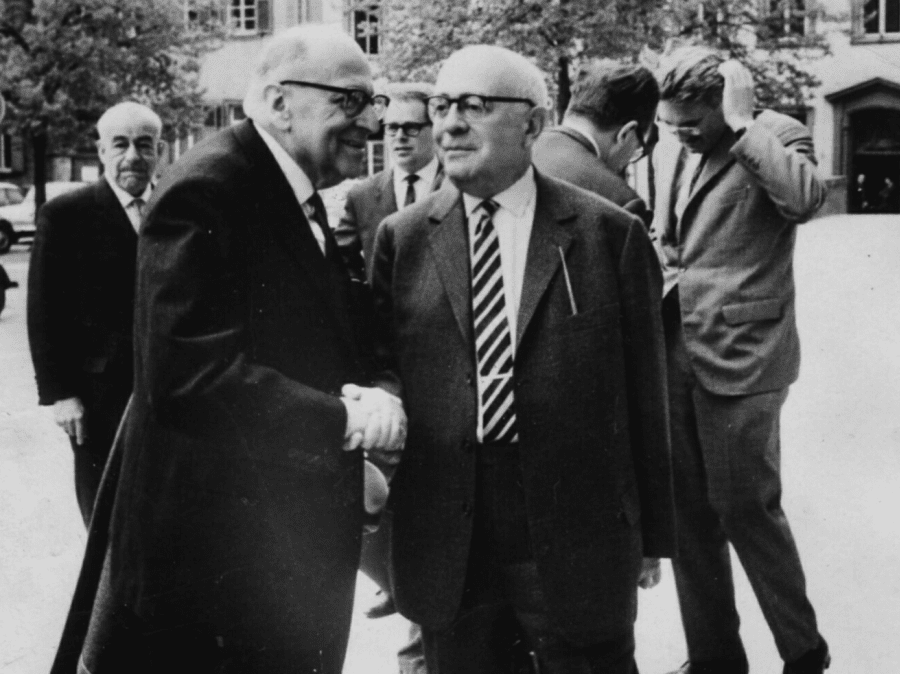
Max Horkheimer (phía trước bên trái), Theodor Adorno (phía trước bên phải), và Jürgen Habermas phía sau bên phải, năm 1965 tại Heidelberg.

Trường phái Frankfurt (tiếng Đức: Frankfurter Schule) là trường phái lý thuyết xã hội tân Marxist, có gắn với Viện Nghiên cứu Xã hội của Đại học Frankfurt am Main. Trường phái này bao gồm những người theo chủ nghĩa Marx bất đồng chính kiến, những người này cho rằng một vài người theo chủ nghĩa Marx đã bắt chước những ý tưởng của Marx một cách hạn hẹp, thường là để bảo vệ cho những đảng phái cộng sản chính thống. Trong khi đó, rất nhiều nhà lý thuyết cho rằng lý thuyết Marx chưa giải thích tương xứng sự phát triển hỗn loạn và không mong đợi của các xã hội tư bản trong thế kỷ 20. Chỉ trích cả chủ nghĩa tư bản và chủ nghĩa cộng sản, các tác phẩm của trường phái Frankfurt chỉ ra khả năng về một hướng đi khác cho sự phát triển xã hội.
Dù đôi khi liên kết một cách lỏng lẻo, những nhà lý thuyết của trường phái Frankfurt thường có chung một mô thức suy nghĩ, chia sẻ cùng những giả thuyết và quan tâm tới những vấn đề tương tự nhau. Nhằm lấp đầy khoảng trống của chủ nghĩa Marx truyền thống, họ cố gắng tìm ra câu trả lời từ những trường phái tư tưởng khác, từ đó sử dụng quan điểm của xã hội học phản thực chứng, phân tâm, triết học hiện sinh và nhiều chuyên ngành khác. Các nhân vật chính của trường phái Frankfurt cố gắng học hỏi và tổng hợp các tác phẩm của rất nhiều nhà tư tưởng như Kant, Hegel, Marx, Freud, Weber và Lukács.
Giống như Marx, họ cũng quan tâm tới những điều kiện cho phép xảy ra sự thay đổi xã hội và sự hình thành của những thể chế duy lý. Sự nhấn mạnh của trường phái Frankfurt vào lý thuyết phê phán có mục đích là khắc phục những hạn chế của chủ nghĩa thực chứng, chủ nghĩa duy vật và thuyết quyết định bằng cách trở lại với triết học phê phán của Kahn và những người kế tục ông thuộc chủ nghĩa duy tâm Đức, nền tảng là triết học của Hegel, trong đó nhấn mạnh cho rằng biện chứng và mâu thuẫn là những thuộc tính vốn có của thực tế.

## Những nhân vật chủ yếu
- Max Horkheimer
- Theodor Adorno
- Herbert Marcuse
- Walter Benjamin
- Erich Fromm
- Friedrich Pollock
- Leo Löwenthal
- Jürgen Habermas